# Flavio Chigi (1631–1693)
Flavio Chigi (ur. 10 maja 1631 w Sienie, zm. 13 września 1693 w Rzymie) – włoski kardynał. Bratanek papieża Aleksandra VII.

## Życiorys
Od najmłodszych lat przeznaczony był do stanu duchownego i trafił na dwór swojego wuja Fabio Chigiego, który był nuncjuszem w Kolonii (1639-1651), ale dość szybko został z nieznanych przyczyn oddalony z powrotem do Sieny. Być może już wtedy dał się poznać jako młodzieniec lubiący hulaszczy tryb życia i nie stroniący od towarzystwa kobiet. Mimo to w 1651 ukończył studia prawnicze i przyjął niższe święcenia duchowne.
W 1655 jego wuj Fabio Chigi został wybrany papieżem Aleksandrem VII. Flavio, jako osoba z niższymi święceniami, od razu został wytypowany do nominacji kardynalskiej, jednak Aleksander VII początkowo chciał zerwać z praktyką nepotyzmu. Wkrótce jednak ustąpił pod naciskiem ambasadorów państw katolickich, którzy liczyli, że za pośrednictwem krewnych papieża będą mogli wpływać na jego decyzje. W 1656 Aleksander VII wezwał ze Sieny do Rzymu Flavio oraz jego ojca Mario i brata Agostino. Papież zadecydował jednak, że Flavio zostanie wpierw skierowany na rok do nowicjatu jezuickiego. 23 maja 1656 przyjął święcenia kapłańskie, ale dopiero 9 kwietnia 1657 wyniesiono go do godności kardynalskiej. Krótko po nominacji Flavio stanął na czele Kongregacji Zdrowia, walczącej z szalejącą wówczas w Państwie Kościelnym epidemią dżumy.
Jako bratanek urzędującego papieża Flavio objął funkcję generalnego superintendenta Stolicy Apostolskiej i tym samym nominalnego kierownika papieskiej polityki zagranicznej oraz zwierzchnika Sekretariatu Stanu. Otrzymał także szereg bogatych beneficjów. Uzyskiwał bardzo wysokie dochody z tytułu sprawowanych funkcji, umożliwiające prowadzenie wystawnego trybu życia. Dzięki tym dochodom zakupił dla swego rodu zamek Farnese (1657), ziemie Formello i Campagnano (1659), miasteczko Ariccia (1662) oraz Palazzo Colonna w Rzymie (1664). Współczesne relacje charakteryzują go jako osobę leniwą, chętniej oddającą się przyjemnościom niż pracy. Był wielkim miłośnikiem teatru, polowań i uczt. Aleksander VII zresztą popierał u niego te pasje, licząc, że odciągną go od nadmiernego zainteresowania kobietami. Niechęć, wręcz unikanie przez Flavio rzeczywistego zaangażowania w sprawy państwowe miało znaczący wpływ na podniesienie znaczenia formalnie podporządkowanego mu urzędu sekretarza stanu Stolicy Apostolskiej, który sprawował wówczas kardynał Giulio Rospigliosi, późniejszy papież Klemens IX.
Aleksander VII zlecił Flavio tylko jedną poważną misję polityczną. W 1664 wysłał go jako swojego legata do Francji w celu wyjaśnienia nieporozumień wywołanych napaścią na rodzinę francuskiego ambasadora w Rzymie. Flavio zdołał załagodzić spór i uniknąć upokorzenia ze strony rozgniewanego władcy.
Po śmierci Aleksandra VII Flavio pozostał jedną z najbardziej wpływowych postaci w Świętym Kolegium w drugiej połowie XVII wieku, jako lider frakcji kardynałów mianowanych przez jego wuja. Uczestniczył w konklawe 1667, 1669-70, 1676, 1689 i 1691 i na każdym z nich był jednym z głównych rozgrywających. Poza okresami konklawe nie odgrywał jednak większej roli politycznej. Jako archiprezbiter bazyliki św. Jana na Lateranie uczestniczył w obchodach roku jubileuszowego w Rzymie w 1675. Zmarł w wieku 62 lat jako subdziekan Świętego Kolegium Kardynałów.

## Pełnione funkcje w Kurii Rzymskiej
W okresie pontyfikatu Aleksandra VII Flavio Chigi był najważniejszym urzędnikiem Kurii Rzymskiej, przede wszystkim z uwagi na sprawowanie funkcji generalnego superintendenta Stolicy Apostolskiej. Był też prefektem Najwyższego Trybunału Apostolskiej Sygnatury Sprawiedliwości (od 1661 do śmierci), archiprezbiterem bazyliki laterańskiej (od 1666 do śmierci), a w latach 1659–1681 pełnił urząd bibliotekarza Świętego Kościoła Rzymskiego. Oprócz tego zasiadał w następujących kongregacjach kurialnych:
- Kongregacji ds. Wód, Bagien Pontyjskich i Doliny Chiana (1657–1693, w tym 1657–1667 jako prefekt)
- Kongregacji ds. Zdrowia (w 1657, jako prefekt)
- Kongregacji Dobrego Rządu (1657–1693, w tym 1657–1667 jako prefekt)
- Kongregacji ds. Ceremoniału (1657–1693)
- Kongregacji Konsystorialnej (1657–1693)
- Kongregacji ds. Biskupów i Zakonników (1657–1693)
- Fabryce Świętego Piotra (1657–1693)
- Kongregacji Indeksu (1657–1693)
- Kongregacji ds. Obrzędów (1657–1693)
- Świętej Konsulcie (1657–1693, w tym 1657–1667 jako prefekt)
- Trybunale Apostolskiej Sygnatury Łaski (1657–1693)
- Kongregacji ds. Wizytacji Apostolskich (1657–1693)
- Kongregacji Rozkrzewiania Wiary (1657–1684)
- Kongregacji ds. Legacji Awiniońskiej (1657–1667, jako legat apostolski w Awinione)
- Kongregacji Rzymskiej i Powszechnej Inkwizycji (1658–1693)
- Kongregacji ds. Egzaminowania Biskupów (1661–1693)
- Kongregacji ds. Ulg dla Poddanych (1661–1670, w tym 1661–1667 jako prefekt)
- Kongregacji ds. Granic Państwa Kościelnego (prefekt 1661–1693)
- Kongregacji ds. Dobrobytu (1667–1676)
- Kongregacji ds. Kościelnych Immunitetów (1667–1693)
- Kongregacji ds. Soboru Trydenckiego (1668–1693)
- Kongregacji ds. Stanu Zakonnego (1668–1693)
- Kongregacji ds. Brzegów Tybru (1670–1693)
- Kongregacji ds. Dróg (1690–1693)

Flavio Chigi był także gubernatorem Fermo (1656–1668), legatem apostolskim w Awinionie (1657–1668) oraz gubernatorem Tivoli (1658–1667). Od 16 stycznia 1673 do 15 stycznia 1674 pełnił także kadencyjną funkcję kamerlinga Świętego Kolegium Kardynałów.